# Jean-Jacques Leuliette
Jean-Jacques Leuliette, né le 30 septembre 1767 à Boulogne-sur-Mer et mort le 23 décembre 1808 à Versailles, est un littérateur, journaliste et professeur français.

## Biographie
Fils d'un artisan — serrurier ou forgeron — de Boulogne, il devient d'abord garçon-serrurier selon la Biographie universelle et l'Encyclopédie théologique, forgeron selon la Biographie nouvelle. Ses parents ayant négligé son éducation, il se forme de manière autodidacte, en lisant des romans, des ouvrages de littérature et d'histoire; il s'attache particulièrement aux Vies parallèles de Plutarque et à une Vie de Suger.
À l'époque de la fête de la fédération de 1790, il prononce sur la place publique de Boulogne, où sont réunis les fédérés, une harangue remarquée par ses traits d'éloquence et ses faits puisés dans l'histoire et publiée dans plusieurs journaux français et anglais. Condorcet et Brissot le font alors venir à Paris, où Louis-Sébastien Mercier lui obtient une place subalterne dans l'administration. Se consacrant aux lettres, il étudie le grec, le latin, l'italien et l'anglais.
Renvoyé du ministère de l'Intérieur comme une créature de Roland, il se retire chez une vieille parente pauvre qui demeure dans la capitale, puis chez un compatriote installé à Paris. Le 1er frimaire an IV (22 novembre 1795), il fonde avec Antoine-François Ève, dit Maillot ou Demaillot, L'Orateur plébéien, ou le Défenseur de la République, journal d'inspiration jacobine qui compte 94 numéros jusqu'au 30 germinal suivant (19 avril 1796),,. Il écrit également dans Les Annales patriotiques et littéraires de Mercier. Collaborateur de Jean-Baptiste Louvet de Couvray, rédacteur de La Sentinelle, il en prend pendant treize mois (20 mai 1797-22 juin 1798) la direction, pour 300 francs par mois.
Lors de l'organisation des écoles centrales, il concourt, sur le conseil de ses amis, pour obtenir une place de professeur. Nommé professeur de littérature à l'école centrale de Seine-et-Oise, il consacre ses moments libres à la rédaction d'écrits polémiques et à la traduction d'ouvrages étrangers.
Privé de protecteurs et d'appuis quand les écoles centrales cèdent la place aux lycées, il perd sa place, rejeté comme libre-penseur semble-t-il, et cherche sa subsistance dans la traduction d'ouvrages anglais. Ayant donné quelques séances littéraires à l'Athénée de Paris en 1808, celui-ci lui confie la chaire de littérature pour l'année 1809. Toutefois, en sortant un soir de l'Athénée, il est renversé par une voiture. Recueilli chez des amis, il meurt à Versailles en décembre 1808.

## Œuvres
- Discours prononcé devant MM. les députés chargés de souscrire au pacte fédératif, au nom du régiment national de Boulogne-sur-mer, par M. Leuillette [sic], soldat dans ledit régiment. - Discours prononcé devant MM. les officiers municipaux en remercîment de l'acueil [sic] dont ils ont honoré, Boulogne, Imprimerie de Dolet, vers 1790, 8 pages.
- Des émigrés français, ou réponse au mémoire de M. Lally-Tollendal, Paris, Cercle social, 1797, IV-193 pages.
- Réflexions sur la journée du 18 fructidor, en réponse à Richer-Sérisy, Paris, Imprimerie du Journal des campagnes et des armées, 1798, 50 pages.
- Essai sur les causes de la supériorité des Grecs dans les arts de l'imagination : question qui a été proposée par l'Académie des sciences et belles-lettres de Lyon, Paris, Treuttel et Würtz, 1805, XXXII-93 pages.
- Discours qui a eu la mention honorable, sur cette question proposée par l'Institut national : quelle a été l'influence de Luther sur les lumières et la situation politique des différents États de l'Europe?, Chez Gide, Paris, 1804, XXVII-164 pages.
- Discours sur cette question : comment l'abolition progressive de la servitude en Europe a-t-elle influé sur le développement des lumières et des richesses des nations?, Versailles, Imprimerie de Mme Locard, 1805, XII-177 pages.
- Histoire de la Grèce, traduite de plusieurs auteurs anglois, revue et corrigée par J.-J. Leulliette, suivie d'un tableau de la littérature et des arts chez les Grecs, depuis Homère jusqu'au règne de Julien, par l'éditeur (ouvrage de John Gast et Oliver Goldsmith, traduit de l'anglais par Jeanne Louise Constance d'Aumont de Villequier, veuve du duc de Villeroy), 2 volumes, Paris, Chez Moutardier, 1807.
- Vie de Samuel Richardson, avec l'examen critique de ses ouvrages et des événemens qui ont influé sur son génie, par Mme Barbaut. Traduit de l'anglais par J.-J. Leuliette,... Suivi d'un essai sur le caractère des romanciers des différens siècles et de quelques autres morceaux de littérature, par le traducteur, Paris, Dentu, 1808, XXII-208 pages.
- Tableau de la littérature en Europe: depuis le seizième siècle jusqu'à la fin du dix-huitième, et examen des causes politiques, morales et religieuses qui ont influé sur le génie des écrivains et le caractère de leurs productions, Paris, Léopold Collin, 1809, 16-XLII-324 pages.
- Lettres écrites pendant la Révolution française, par J.-J. Leuliette, et publiées sur ses manuscrits pour faire suite à ses œuvres, par M. François Morand, Paris, E. Legrand, 1841, IV-69 pages (posthume).

## Sources
- Biographie universelle, ou Dictionnaire historique, contenant la nécrologie des hommes célèbres de tous les pays, des articles consacrés à l'histoire générale des peuples aux batailles mémorables, aux grands événements politiques, aux diverses sectes religieuses, etc., vol. 3, Furne, 1838, p. 509.
- Antoine-Vincent Arnault, Antoine Jay, Étienne de Jouy, Jacques Marquet de Montbreton de Norvins, Biographie nouvelle des contemporains: ou Dictionnaire historique et raisonné de tous les hommes qui, depuis la révolution française, ont acquis de la célébrité par leurs actions, leurs écrits, leurs erreurs ou leurs crimes, soit en France, soit dans les pays étrangers; précédée d'un tableau par ordre chronologique des époques célèbres et des événemens remarquables, tant en France qu'à l'étranger, depuis 1787 jusqu'à ce jour, et d'une table alphabétique des assemblées législatives, à partir de l'assemblée constituante jusqu'aux dernières chambres des pairs et des députés, vol. 11, Librairie historique, 1823, p. 434.
- Ernest Daniel, Hippolyte Daniel, Biographie des hommes remarquables du département de Seine-et-Oise, 1832, p. 273.
- Jean-Paul Migne, Encyclopédie théologique: ou, Série de dictionnaires sur toutes les parties de la science religieuse, tome 2, 1851, p. 236.
- Jean-Baptiste Mosneron de Launay, « Notice sur J. J. Leuliette », in Jean-Jacques Leuliette, Tableau de la littérature en Europe: depuis le seizième siècle jusqu'à la fin du dixhuitième, L. Collin, 1809, 340 pages, p. 1-16.
- Alphonse Rabbe, Biographie universelle et portative des Contemporains: ou Dictionnaire historique des hommes vivants et des hommes morts (de 1788 à 1828), vol. 3, 1836, p. 289-290.